# أحمد صلان
أحمد صلان ممثل ومخرج وكاتب سوري مولود في دمشق لعائلة تهجرت من الجولان السوري، خريج المعهد العالي للفنون المسرحية دمشق، شارك في العديد من الأعمال التلفزيونية كممثل، كتب عدة نصوص وصدرت روايته الأولى في بيروت 2015 بعنوان (النطف ج1) اخرج العديد من الأفلام الوثائقية.

## عن حياته
عائلة أحمد كانت مستقرة في الجولان السوري منذ مئات السنين إلى أن حدث الاحتلال الصهيوني فتم تهجيرها فرحلت إلى دمشق حيث ولد ودرس هناك في المعهد العالي للفنون المسرحية تخرج سنة 2010 له العديد من الأعمال الدرامية التلفزيونية شارك فيها كممثل.. كتب العديد من النصوص صدرت روايته الأولى 2015 في بيروت، اخرج عدة افلام وثائقية منها الجانب المظلم من ثلج اللاجئين / تايكوتنجيتسو / المفتاح الذهبي / ....

## من أعمالها

### المسلسلات
- وادي السايح[2]
- قمر بني هاشم
- خالد بن الوليد ج1
- ندى الايام
- الظاهر بيبرس
- الخيط الأبيض

## روابط خارجية
- أحمد صلان على موقع قاعدة بيانات الأفلام العربية